# Kamienica Pod Złotym Pokojem i Czerwoną Gwiazdą we Wrocławiu
Kamienica Pod Złotym Pokojem i Czerwoną Gwiazdą – kamienica o średniowiecznym rodowodzie znajdująca się przy ulicy Szewskiej we Wrocławiu.

## Historia

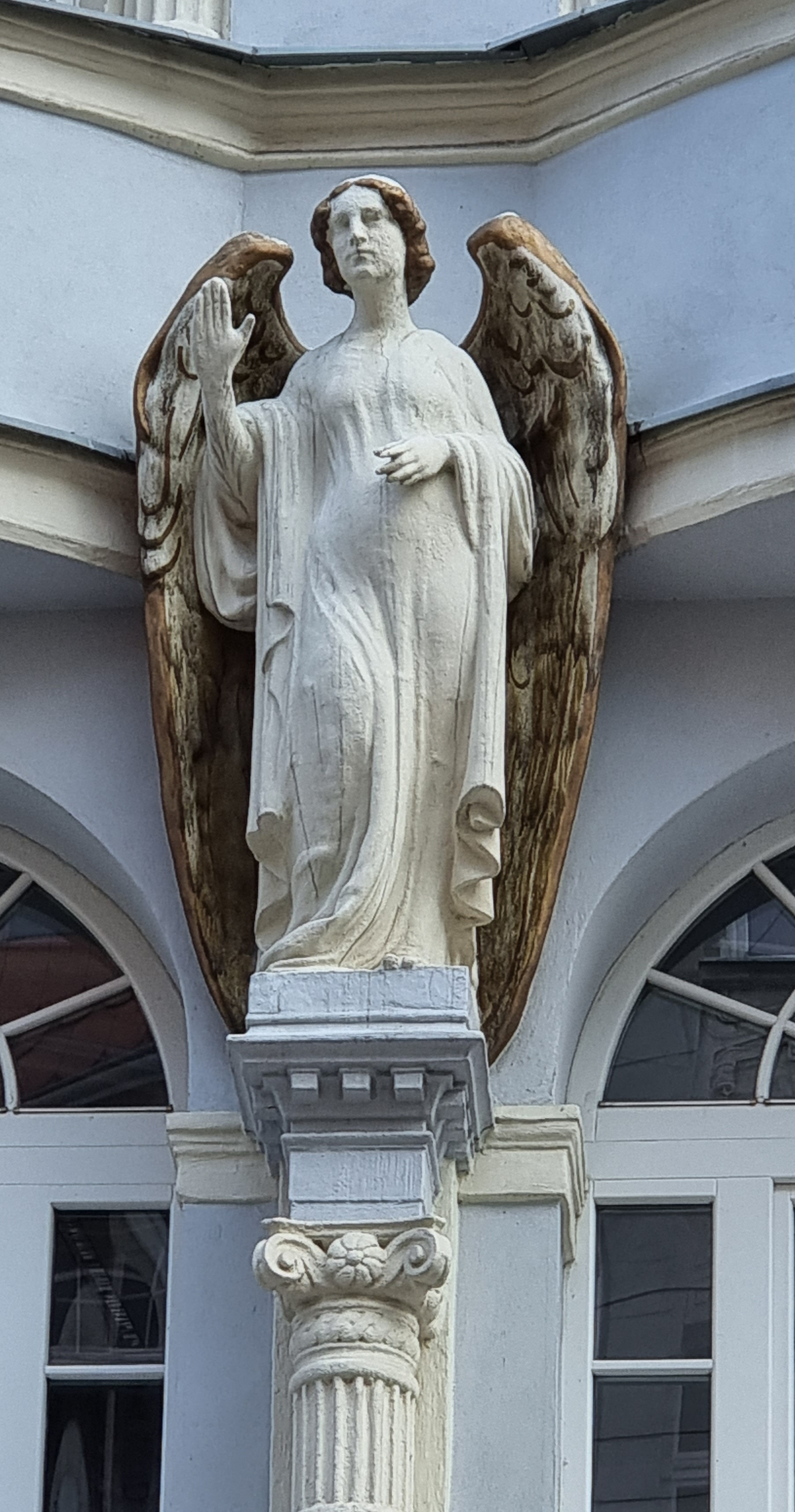
Rzeźba anioła znajdującego się na fasadzie budynku

Czteroosiowa kamienica w zachowanym kształcie została wzniesiona na planie prostokąta z wewnętrznym niewielkim dziedzińcem w 1914 roku. Jej projektantem była firma Klein & Wolf, a za infrastrukturę budynku odpowiadała firma Pachur & Sucker. W jej miejscu znajdowały się trzy starsze mieszczańskie kamienice noszące nazwy „Tempel” („świątynia”), „Roter Stern” („czerwona gwiazda”) i „Goldener Frieden” („złoty pokój”/ „złoty spokój”). Nowy budynek nawiązywał do wcześniejszej historycznej zabudowy; w budynku znajdowała się bożnica. Fasada budynku została zaprojektowana w stylu modnego wówczas romantyzmu. Na parterze znajdowały się wielkie witryny sklepowe o prostych nadporożach. Na I piętrze umieszczone zostały biura z oknami w formie biforiów, zamknięte pełnym łukiem. Na wyższych kondygnacjach znajdowały się mieszkania. W dwóch środkowych osiach znajdują się dwukondygnacyjne łukowe wykusze z trzydzielnymi francuskimi oknami pozostałe okna były typu porte-fenetre. Na drugiej kondygnacji w każdej osi znajdują się mniejsze podwójne okna zakończone łukiem. Dekorowane balustrady i ścianki podparapetowe oraz drobne podziały szyb nawiązywały do regionalnych motywów, formy określanej jako neobiedermeier. Część środkowa na ostatnim piętrze tworzyła ryzalit otoczony płytkimi balkonami i zakończony prostą balustradą z wazonami. Budynek pokryty był wysokim spadowym dachem.    
W środkowej części każdego z wykuszy (między drugim a trzecim piętrem) umieszczono po płaskorzeźbie, jedna przedstawia bożnicę, a druga gwiazdę. Na środku elewacji nad pierwszym piętrem znajduje się rzeźba anioła z uniesioną prawą ręką.
W latach 1920–1945 w budynku mieścił się sklep firmowy Mauxion (Schokoladenfabrik Mauxion) produkującej czekolady oraz ekskluzywny dom pogrzebowy. W latach 1983–1984 do budynku przeniósł się Uniwersytecki Ośrodek Kultury studenckiej INDEX. W pomieszczeniach studenckich swoją siedzibę miał Dyskusyjny Klub Filmowy, teatry: TUBB II, Teatr Deszczu, czy Why Not, pracownia fotograficzna, Klub Fantastyki. W 1990 roku Index został przejęty przez Fundację Universitas i powstał studencki klub „Studnia”. W 1998 roku klub zakończył swą działalność.